# Pietro Bubani
Pietro Bubani, född 1 oktober 1806 i Bagnacavallo, Italien, död där 12 augusti 1888, var en italiensk botaniker och läkare.
Auktorsnamnet Bubani kan användas för Pietro Bubani i samband med ett vetenskapligt namn inom botaniken; se Wikipediaartiklar som länkar till auktorsnamnet.